# Everything Falls Apart
Everything Falls Apart é o primeiro álbum de estúdio da banda Hüsker Dü, lançado em Janeiro de 1983.
O disco foi reeditado em 1993, com mais algumas faixas bónus.

## Faixas

### Lado A
1. "From the Gut" – 1:36
2. "Blah Blah Blah" – 2:09
3. "Punch Drunk" – 0:29
4. "Bricklayer" – 0:31
5. "Afraid of Being Wrong" – 1:21
6. "Sunshine Superman" – 1:56

### Lado B
1. "Signals From Above" – 1:38
2. "Everything Falls Apart" – 2:15
3. "Wheels" – 2:08
4. "Target" – 1:45
5. "Obnoxious" – 0:53
6. "Gravity" – 2:37

## Faixas bónus
1. "In a Free Land" – 2:53
2. "What Do I Want?" – 1:15
3. "M.I.C." – 1:10
4. "Statues" – 8:45
5. "Let's Go Die" – 1:54
6. "Amusement" – 4:57
7. "Do You Remember?" – 1:55

## Créditos
- Bob Mould - Guitarra, vocal
- Greg Norton - Baixo, vocal
- Grant Hart - Bateria, vocal